# 龙门南站
龙门南站是位于河南省洛阳市洛龙区草店村的一个铁路车站。车站建于1970年，有焦柳铁路经过，隶属中国铁路郑州局集团管辖。现时为四等站，不办理客货运业务，仅作列车会让、通过用，同时分担关林站的部分列车会让工作。